# عسل‌خوار بیشاپ
عسل‌خوار بیشاپ (نام علمی: Moho bishopi) عضوی از سردهٔ منقرض‌شدۀ Moho در خانوادهٔ منقرض‌شدهٔ عسل‌خواران هاوایی (Mohoidae) بود. در گذشته به عنوان عضوی از عسل‌خواران استرالیا-اقیانوس آرام (Meliphagidae) در نظر گرفته می‌شد. لیونل والتر روتشیلد آن را به افتخار چارلز رید بیشاپ، بنیان‌گذار موزه بیشاپ، نام‌گذاری کرد.

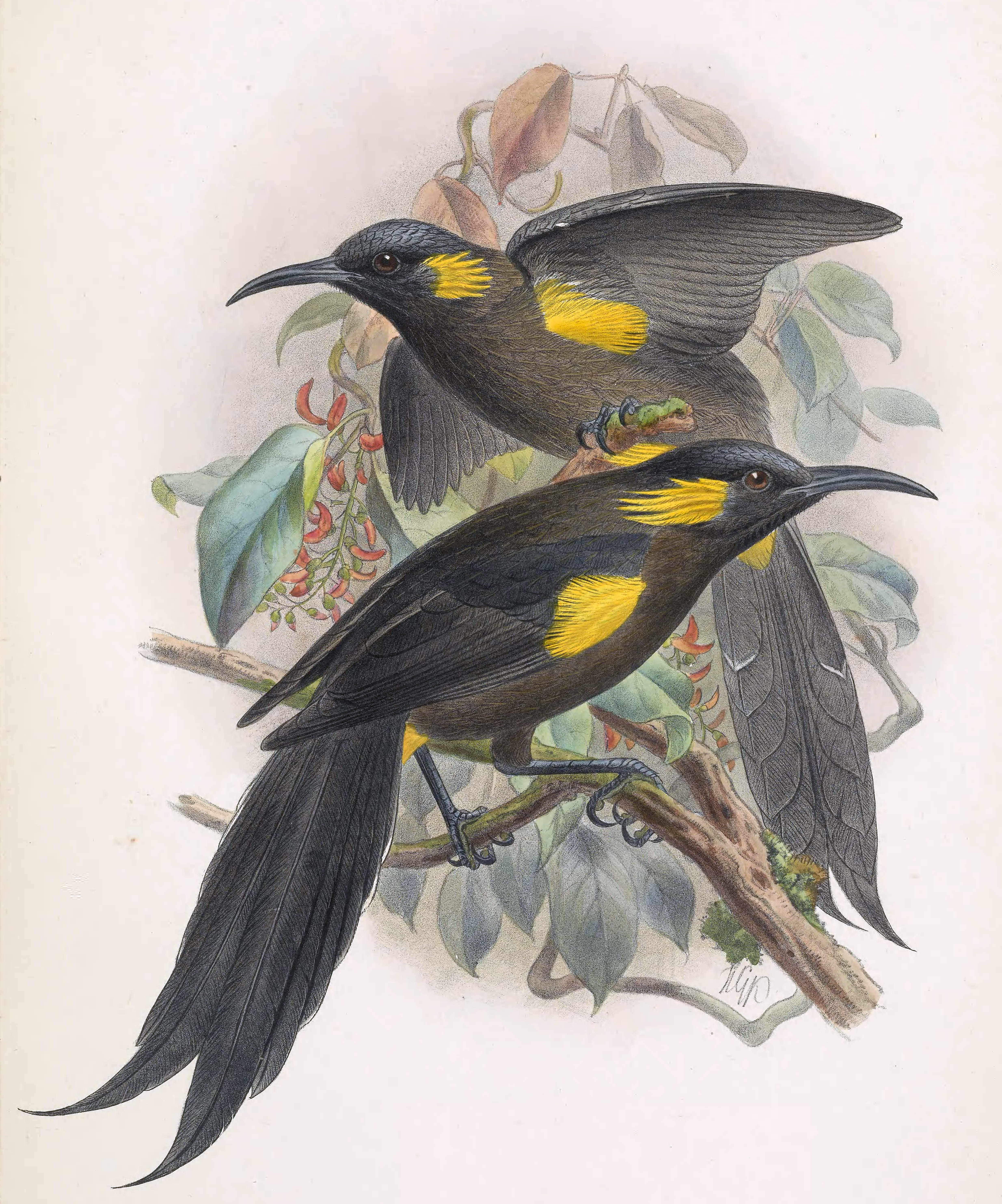
عسل‌خوار بیشاپ نر و ماده